# Shi Yuexin
Det här är en artikel om en person med kinesiskt personnamn; Shi är familjenamnet.
Shi Yuexin (kinesiska: 悦馨施), född 30 januari 2001, är en kinesisk fäktare som tävlar i värja.

## Karriär
Vid sommaruniversiaden 2021 i Chengdu, som arrangerades 2023, tog Shi guld i lagtävlingen i värja tillsammans med Li Shanshan, Tang Junyao och Xu Nuo. Vid asiatiska spelen 2022 i Hangzhou, som arrangerades 2023, tog hon brons i lagtävlingen i värja tillsammans med Sun Yiwen, Tang Junyao och Xu Nuo.
Vid asiatiska mästerskapen 2025 i Bali tog Shi guld i lagtävlingen i värja tillsammans med Tang Junyao, Yang Jingwen och Yu Sihan.